# Schoch
Schoch ist ein deutscher Familienname.

## Namensträger
- Albert von Schoch (1860–1943), bayerischer General der Infanterie, Ritter des Militär-Max-Joseph-Ordens
- Alexander Schoch (* 1954), deutscher Politiker (Grüne), MdL
- Caspar von Schoch (1610–1672), kaiserlicher Oberst im Dreißigjährigen Krieg und Kammerherr
- Claudine Schoch (* 20. Jh.), Schweizer Balletttänzerin
- Daniel Schoch (* 1963), deutscher Philosoph und Ökonom
- Dominique-Marie Schoch (* 1948), französischer, römisch-katholischer Ordenspriester, Trappist und Abt von Oelenberg
- Else Schoch-Moest (1870–1954), Gesangslehrerin und Opernsängerin
- Emil Schoch (1862–1916), bayerischer Generalmajor
- Emmy Schoch (1881–1968), deutsche Modeschöpferin und Unternehmerin
- Franz Schoch (1762–1813), Amtmann des Hochstifts Speyer
- Friedrich Schoch (* 1952), deutscher Rechtswissenschaftler
- Guido Schoch (* 1956), Schweizer Manager
- Gustav Schoch, Schweizer Politiker, Regierungsrat Schaffhausen
- Gustav von Schoch (1858–1924), bayerischer Generalleutnant und Staatsrat
- Hans Joachim Schoch (1901–1963), deutscher Jurist und Staatsbeamter
- Hilde Obermair-Schoch (1897–1970), deutsche Volkswirtin
- Jakob Schoch (1888–1985), Schweizer Essayist
- Johann Felix Schoch (1768–1817), Schweizer Landwirt und Unternehmer
- Johann Georg Schoch (1627–um 1690), deutscher Lyriker, Dramatiker und Übersetzer
- Johann George Gottlieb Schoch (1758–1826), deutscher Gartenarchitekt
- Johann Gottlieb Schoch (1853–1905), deutscher Gartenarchitekt
- Johann Leopold Ludwig Schoch (1728–1793), Hofgärtner in Wörlitz, Gartendirektor und Gartenkünstler
- Johannes Schoch (um 1550–1631), deutscher Baumeister
- Jona Schoch (* 1994), deutscher Handballspieler
- Julia Schoch (* 1974), deutsche Schriftstellerin
- Jürgen Schoch (1962–2006), deutscher Hürdenläufer
- Karl von Schoch (1863–1940), bayerischer Generalleutnant, Politiker (DVP)
- Knut Schoch, deutscher Tenor und Hochschullehrer
- Kurt Schoch (1904–1980), Schweizer Jurist und Politiker (FDP)
- Leana Schoch (* 1998), Schweizer Unihockeyspielerin
- Magdalene Schoch (1897–1987), deutsch-amerikanische Juristin und Frauenrechtlerin
- Manfred Schoch (* 1955), deutscher Gewerkschafter
- Manfred Schoch (Künstler) (1932–2015), Schweizer bildender Künstler
- Margherita Schoch (* 1940), Schweizer Schauspielerin
- Marlies Schoch (1940–2016), Schweizer Gastwirtin und parteilose Politikerin
- Matthias Schoch (* 1986), Schweizer Schauspieler
- Norbert Schoch (1932–2008), deutscher Politiker und Rechtsanwalt
- Ottmar Schoch (* 1933), deutscher Salesianer Don Boscos und Psychologe
- Otto Schoch (1934–2013), Schweizer Politiker (FDP)
- Philipp Schoch (Politiker) (* 1973), Schweizer Politiker (Grüne)
- Philipp Schoch (* 1979), Schweizer Snowboarder
- Rainer Schoch (Kunsthistoriker) (* 1943), deutscher Kunsthistoriker
- Rainer Schoch (Paläontologe) (* 1970), deutscher Paläontologe
- Regina Ammann Schoch (* 1963), Schweizer Politikerin
- Robert M. Schoch (* 1949), US-amerikanischer Geologe, Paläontologe, Ökologe und Esoteriker
- Rudolf Schoch (1896–1982), Schweizer Musikpädagoge, Komponist, Sänger, Chorleiter und Musikschriftsteller
- Sandra Schoch (* 1971), österreichische Politikerin (Grüne)
- Simon Schoch (* 1978), Schweizer Snowboarder

- Schoch bei forebears.io